# Nada Morato
Nada Morato, slovenska učiteljica, * 11. november 1927, Dol pri Vogljah, † 18. april 2023

## Življenje in delo
Obiskovala je osnovno šolo v Repentabru in gospodinjsko v Tomaju.
Med vojno je kot pomožna učiteljica poučevala na osnovni šoli Repentabor. Po osvoboditvi se je šolala na učiteljišču v Tolmin, ki pa ga ni končala, ker je morala zaradi potreb po učiteljih predčasno v službo. Zaključne izpite je opravila leta 1949. 
Poučevala je v krajih v okolici Pivke, se vpisala na Višjo pedagoško šolo v Ljubljani in leta 1955 diplomirala iz zemljepisa in zgodovine. Po diplomi je poučevala zemljepis in zgodovino na osnovnih šolah v Dekanih, 25 let pa v Kortah in Izoli. 

### Knjige
Za šolske potrebe je sestavila Zgodovino Izole in Priročnik za ekskurzije. Sodelovala je pri Krajevnem leksikonu Slovenije (1968) in bila članica uredniškega odbora Slovenske istrske vasi in Kraške vasi. V tem okviru je pripravila knjigi Korte (COBISS) in Repentabor : svet na meji (COBISS) in monografijo Ravnikova dediščina v Kortah. (COBISS) Njena bibliografija obsega 40 zapisov.